# 白喉食籽雀
白喉食籽雀（学名：Sporophila albogularis）是巴西特有的一种食籽雀。
其栖息于原始森林和位于亚热带或热带干燥的森林中。